# 韓国地名学会
韓国地名学会（かんこくちめいがっかい）は、韓国の地名を調査、整理、研究して地名に関連した学問が発展することを目的として設立された学会で、1997年9月に設立した。同学会は国内唯一の地名関連学術誌である<地名学>を毎年刊行している。